# Fridolfing
Fridolfing est une commune de Bavière (Allemagne), située dans l'arrondissement de Traunstein, dans le district de Haute-Bavière.

## Personnalités liées à la ville
- Martin Knittler (1916-1958), homme politique né à Pietling.